# 오퍼레이션7
오퍼레이션7은 파크이에스엠에서 서비스 중인 1인칭 슈팅 게임이다. 이용자의 연령에 따라 15세 이상, 18세 미만의 경우에는 혈흔효과가 삭제된다. 가장 큰 특징은 무기 조립 시스템과 캐릭터 조합시스템이 있다. 그중 "무기 조립 시스템"은 FPS 게임에서 찾아볼 수 없는 높은 자유도와 세분화된 무기조립이 가능하다. 게임 플레이는 조준모드, 린모드(피킹),개머리판 공격, 수류탄 시스템등 다양한 기능들을 제공한다. 게임 맵 컨셉은 리얼맵으로 실제 지역을 바탕으로 게임 플레이에 맞게 재구성되어 제작되었다. 예로 "브로큰 리드"와 같은 지역은 부산의 을숙도를 배경으로 제작되어 스나이퍼 플레이를 실감나게 할 수 있다.

## 연혁
- 1차 클로즈베타 테스트: 2007년 6월 22일 ~ 6월 28일 14~22시
- 1차 서바이벌 테스트: 2007년 7월 5일 ~ 7월 13일 17~21시
- 2차 클로즈베타 테스트: 2007년 7월 16일 ~ 7월 22일 14~22시
- 2차 서바이벌 테스트: 2007년 8월 6일 ~ 8월 10일 17~21시
- 1차 프리 오픈 테스트: 2007년 8월 31일 ~ 12월 13일
- 2차 프리 오픈 테스트: 2008년 1월 4일 ~ 1월 14일
- 게릴라 테스트: 2008년 1월 19일 ~ 1월 20일 14~22시
- 오픈 베타 테스트 개시: 2008년 1월 22일 오후 4시
- 정식서비스: 2008년 1월 22일 ~ 2013년 2월 13일
- 일본 서비스 : 2008년 9월 ~ 현재
- 미국 서비스 : 2008년 12월 ~ 현재
- 유럽 서비스 : 2009년 4월 ~ 현재

유럽 현지 ESL 정식종목으로 채택
- 필리핀 서비스 : 2009년 9월 ~ 오픈 테스트 진행 중
- 국내 자체서비스: 2013년 3월 7일 ~ 2016년 3월 16일

'오퍼레이션7'은 자신의 무기를 직접 조립하고 전장에 나갈 캐릭터를 직접 꾸미며, 현실적인 맵에서 살아있는 전투가 가능한 온라인 FPS게임이다. 오퍼레이션7의 무기 조립 시스템은 무기를 조립할 수 있는 자유도가 가장 높고, 해외의 유저들에게 많은 인기를 얻고 있다.

### 시놉시스
냉전 종식 이후 전 세계적으로 소규모의 끊임없는 국지 분쟁들이 생겨나고 강대국들의 잦은 내정간섭과 문화침공, 강제간섭 등은 안정되지 않은 많은 나라의 골칫거리들이 되었다. 이처럼 많은 분쟁과 폭동, 혼란을 틈타 용병산업이 호황을 누리게 되었다. 2010년 용병회사들은 다국적 거대기업으로 성장하면서 각국의 정규군에 못지않은 화력을 갖추고 고도로 훈련된 외인부대들이 적게는 수십 명에서 많게는 수천 명에 이르는 전쟁 베테랑들로 즉각 출동할 수 있는 동원능력을 갖추고 있으며 보유장비 또한 최신형 개인화기, 장갑차, 헬기, 전차, 전투기 등 작은 나라의 군사력 이상을 능가할 정도이다. 외국정부를 상대로 계약을 따내면 파병하여 계약된 임무를 완수하는 형태로 많은 분쟁을 막고 때로는 돈에 의해 용병들 간의 전투가 끊이지 않는다. 또 작은 나라의 정규군을 훈련, 요인 경호 등도 파병의 대상이 되었으며 때로는 그 대가로 광산채굴권을 관리하기도 했다.
2010년 이후 점점 확대되어가는 용병산업으로 각국은 앞다투어 용병회사의 파병을 요청하였고 몇몇 나라는 국가 차원의 용병을 생산하기도 하였다. 이렇게 생산된 용병들은 작은 폭동진압에서부터 대규모 데모 진압은 물론 거대기업 간의 암투, 소규모 국지전 등에 투입되며 그 명성과 존재 가치가 더욱 높아지는 형태로 자리 잡았다.
또 용병들의 파병으로 제3국에 수출되고 이러한 막대한 경제이익을 생산하여 전 세계는 용병들의 시대를 예고하였다. 이를 피의 수출이라고도 한다. 수많은 용병단의 출현으로 많은 분쟁이 끊이지 않았으나 이젠 용병들이 존재하지 않고는 그 수많은 문제를 국가 차원에서 해결하기 쉽지 않았다. 그 때문에 무기생산과 피의 수출로 말미암은 경제적 가치는 수많은 나라와 수많은 사람이 살아가는 중요한 이유가 되었다.
용병들은 훈련된 외인부대로 그 활용성이 매우 높으며 어려운 임무에는 많은 수익을 보장받는다 하여 많은 젊은이가 자원하고 나섰다.
그러나 이런 용병회사와 계약한 나라들이 계약한 보수를 지급하지 않는 사건들이 자주 발생하게 되고 이에 따라 용병들의 약탈과 계약 불이행이 잇달았다. 때로는 도가 지나친 약탈과 행패 때문에 몇몇의 용병단은 내분으로 말미암은 파행의 경우도 속출 되었다. 이렇게 파행된 용병단의 용병들은 용병대장을 추대하고 독립적인 용병단을 구성하거나 회사로 만드는 일도 종종 있었다.
그리하여 지금! 용병들의 춘추전국시대가 도래한 것이다.

## 게임요소

### 총기 개조
오퍼레이션7은 정해진 총기를 구입해 사용하는 타 온라인 FPS와 달리 총열, 가늠자, 개머리판 등 6가지 파츠로 구분하여 자신이 원하는 부품으로 조립하여 게임을 할 수 있다. 또한 특정 레벨 이상을 달성하면 유탄 등 특수한 무기도 사용 가능하다.
총기 개조의 시스템은 2000여개의 총기 부품 아이템을 지원하고 있어 자유도가 높고 해외 유저들에게 인정받고 있다.

### 가늠자 모드
온라인 FPS에서 흔히 볼 수 있는 화면 중앙에 위치한 십자로 적을 조준하는 방식에서 벗어나 모든 무기는 정조준(에임 모드)을 하여야 탄착군이 잘 형성되는 방식으로 더 리얼한 전투를 즐길 수 있다. 이러한 정밀 사격은 중장거리의 적들을 제압하는데 효과적이며, 신중한 팀 단위의 플레이를 할 수 있다.

### 리얼 맵
오퍼레이션7에 등장하는 전투 지역(맵)은 상암월드컵경기장역, 용산역, 온천장역, 을숙도, 등 현재 대한민국에 존재하는 맵을 배경으로 하여 더 현장감 넘치는 전투를 벌일 수 있다. 또 해외 수출 지역의 유명장소인 일본의 시부야, 미국의 알카트라즈 등의 현지화된 맵이 추가 되어 현지의 유저들에게 어필 하고 있다.

### 자유도 높은 코스튬
각 국의 특수부대를 상징하는 복장에서부터 힙합, 댄디 복장, 위장용 복장까지 자신에게 맞는 복장을 구입 및 착용하여 전투를 벌일 수 있다.

## 게임 방식
데스매치 (Death Match)
시간 내에 한 팀이 정해진 량의 킬 수를 달성하면 이기는 방식이다. 정해진 시간이 지날 경우. 더 많은 킬수를 기록한 팀이 승리한다. 죽으면 7초후 부활한다.
서바이벌 (Survival)
시간 내에 적 팀원을 모두 사살해야 하며 죽으면 부활하지 않는다. 시간이 지나면 팀원이 적은팀이 이긴다. 만약 팀원수가 같다면, 많이 살아 남은 쪽이 이긴다. 살아남은 수도 같다면 퍼스트킬로 결정된다. 만약 서로 아무도 죽지 않았다면, 방장이 있는 팀이 이긴다.
헤드헌팅 (Head Hunting)
적 대장을 사살하면 승리하며. 죽으면 부활한다. 대장은 탄약과 매드킷을 팀원들에게 주거나 사용할 수 있다. 일정 시간이 지날 때마다 대장의 위치가 레이다에 표시된다. 팀이 죽으면 매드킷을, 팀이 킬을하면 탄약을 얻는다.
데몰리션 (Demolition)
정해진 시간 안에 목표물에 폭탄을 설치하여 폭파시키는 게임 방식이다. 죽으면 부활하지 않는다. 설치에 소요되는 시간은 약 7.5초이다. Blue팀이 설치를 하고, Yellow팀이 해제를 한다.
홀드라인 (Hold the line)
5개의 진지를 시간 안에 많이 점령한 팀이 승리하는 게임 방식이다.

## 맵 목록
- 인더스트리 타운
- 파워 플랜트
- 루인즈 팩토리
- 애로우 (월드컵경기장역)
- 디파시토리
- 용산역 (용산역)
- 광안대교 (광안대교)
- 스네이크 코일
- 브리지 터널
- 다운 더 스트림(온천장역)
- 파킹 플레이스
- 브로큰 리드( Broken Reed )
- 시부야
- 엘커트레즈(Alcatraz Island)
- 헬웨이(Hell-way1~3)
- 위즌 놀리지 (Wisdom Knowledge) (뉴욕맵)
- Side wider (사막지역 배경)
- RedBrick (일본 미나토미라이 지역 컨셉)

## 대회

### 클랜쇼다운: 시즌01
오퍼레이션7 최초의 클랜대항전으로써 2가지 게임모드(데몰리션, 서바이벌)에 대한 온라인 예선 및 오프라인 결승이 2008년 11월에 진행되었다. 수원OB클랜, 패밀리클랜, 스페츠나츠 클랜 등이 결승에 진출했고 이 중에 패밀리클랜과 스페츠나츠 클랜이 우승을 차지했다.

### 한.일 클랜 대항전
2009년 4월 부산 경성대학교에서 한국과 일본의 각 클랜들의 대표팀들이 4강전을 가졌다.
한국은 10개의 클랜이 리그전을 통해 2팀을 선발 하고, 일본은 600여개 클랜이 단판 토너먼트를 통해 2팀을 선발하여 부산에서 오프라인으로 4강전이 펼쳐졌다.
결승은 한국의 '스페츠나츠' 클랜과 일본의 '드라이젠'클랜이 경기를 펼쳐 당초 한국의 압승으로 우승 할 것이라는 예상을 깨고 일본의 드라이젠 클랜이 우승을 차지 했다.
실제로 현장에 있었던 관중들은 일본 클랜들의 실력에 모두 놀랄만큼 한국 클랜 보다 기량이 앞서 있었다는 후문이다.